# 渡辺剛八

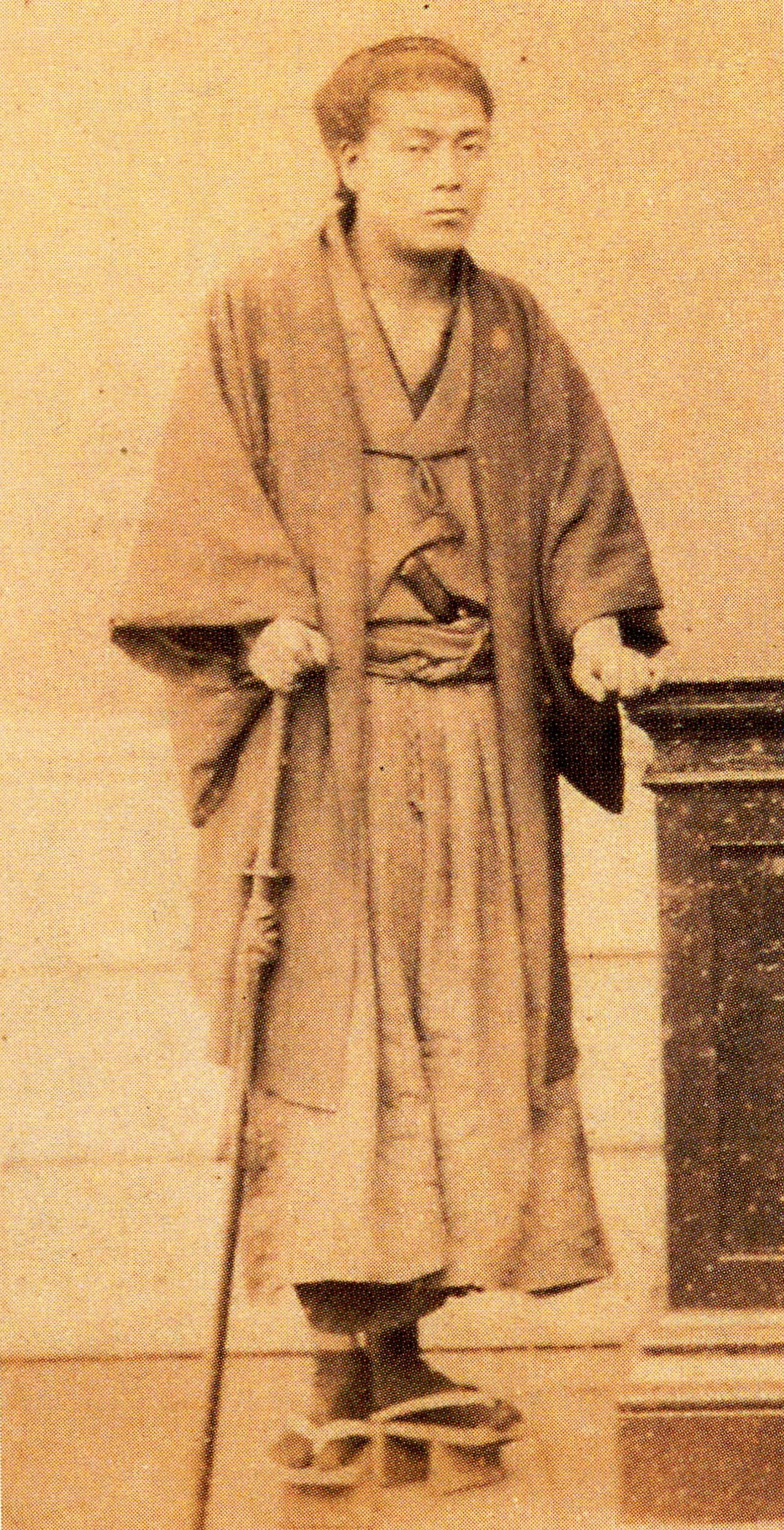
渡辺剛八

渡辺 剛八（わたなべ ごうはち、天保12年7月11日（1841年9月15日） - 明治40年（1907年））は、幕末の越前国福井藩出身の志士、海援隊隊士。諱は重。渡辺鳳介、柴田八兵衛、大山壮太郎、大山重と名乗った。京都府平民。叙正五位。

## 生涯
越前国福井城下地蔵町に生まれる。文久3年（1863年）に上京、同年12月幕府の船に乗り、兵庫から江戸へ向かい、同23日へ大坂へと出帆した。元治元年（1864年）10月、第一次長州征伐へと参加、翌元治2年（1865年）2月5日に帰還。改元後の慶応元年閏5月征長の褒賞として銀一枚を貰う。同年12月、剛八から鳳介へ改名。慶応2年（1866年）7月25日、願いの通り長崎へと旅だった。これ以後海援隊に所属したものと考えられる。
大洲藩からの要請でいろは丸の機関方として派遣される。しかし翌年、紀州藩の明光丸との衝突事故が起こり、事態の収拾に奔走し、事後の紀州藩との交渉にも出向いている。以後は隊長の坂本龍馬が国事に奔走する中で、菅野覚兵衛とともに海援隊の留守を務めた。しかし同年、龍馬が暗殺されると激昂し、単身上洛して敵討ちをしようと息巻くが、佐々木高行に制されたという。
海援隊の解散後、長崎振遠隊監軍として明治元年（1868年）7月、秋田への出張を命じられる。同年8月に参謀添役。明治2年（1869年）5月28日大山壮太郎と改名、同年7月23日大蔵省よりの達で監督司権判事を申し付けられ、のち開拓使に転じた。明治4年（1872年）12月2日、任開拓権判官。明治9年（1877年）、依願免本官並兼出仕。明治26年（1893年）9月4日、福井県吉田郡長となる。同35年（1902年）5月19日に大飯郡長へ任じられる。同37年（1904年）12月23日、病をもって職を辞し、同40年（1907年）没した。享年66。
なお、菅野と龍馬の妻お龍の妹・起美の結婚では仲人を務めている。

## 性格
「資質剛直、胆気あり、権貴を憚らず、所信を曲げず、事を視るや磊々落々、小事に拘々たらず、豪飲一時に数升を尽し、頗る古豪傑の風あり、其氏名能く実を表すと謂うべし」『吉田郡誌』

## 栄典
- 1905年（明治38年）1月31日 - 正五位[4]